# Rail Force One

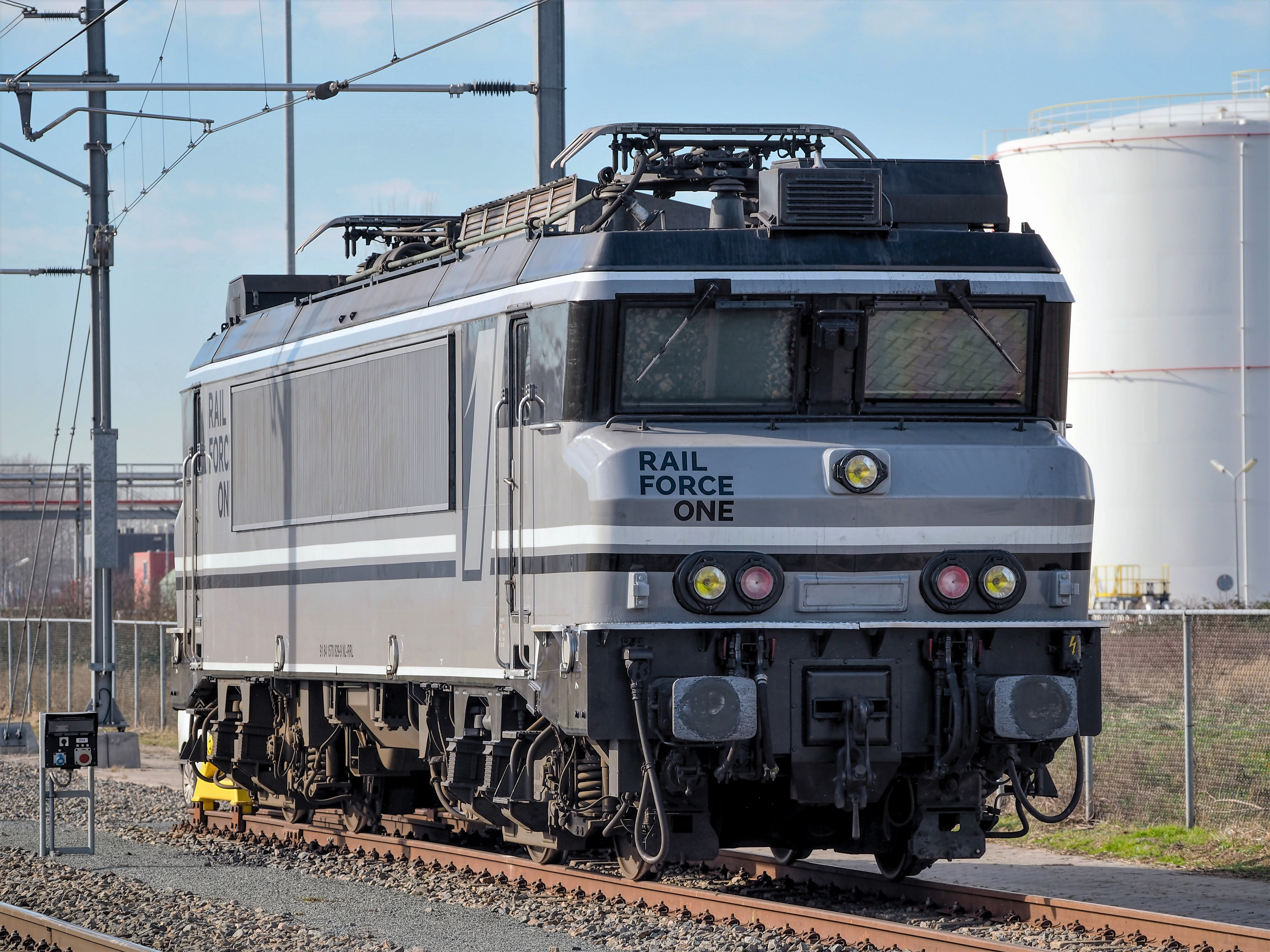
De grijze 1829 van Rail Force One geparkeerd in de Amsterdamse Westhaven

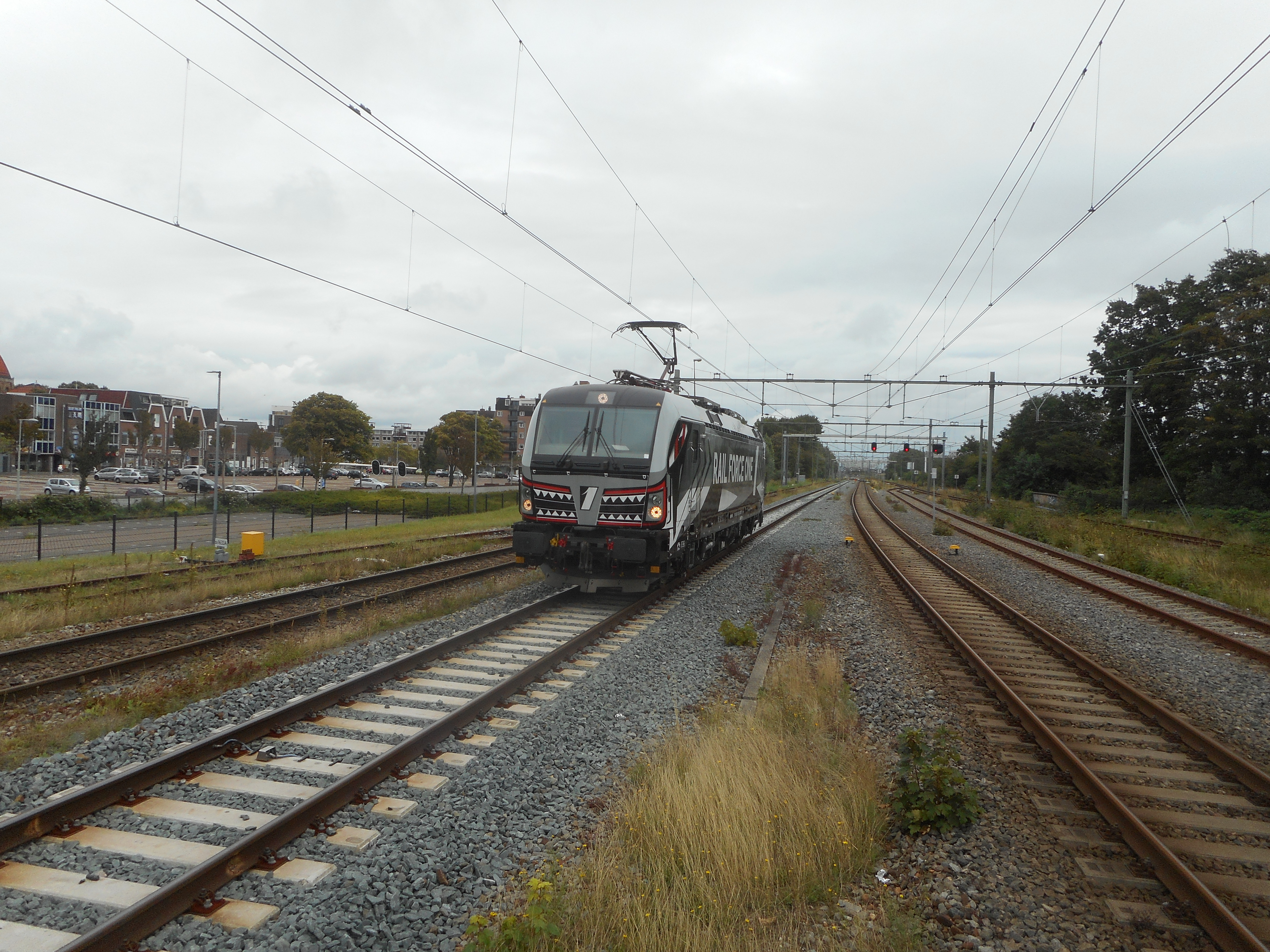
De 193 623 van Rail Force One met de bekende haaientanden in Beverwijk

Rail Force One (afkorting: RFO) is een Nederlandse spoorwegonderneming. Samen met wagonverhuurder RailReLease en logistieke dienstverlener Raillogix maakt RFO deel uit van de Rail Innovators Group. RFO is opgericht in 2016 en reed in juli 2017 haar eerste ritten onder eigen licentie. Het kantoor van RFO is gevestigd in de Waalhaven te Rotterdam.

## Vervoersactiviteiten
Rail Force One reed op dinsdag en donderdag een volle autotrein tussen Bad Bentheim en auto-importeur PON in Leusden. Daarnaast rijden ze ook maximaal twee keer per week een Craftertrein, die busjes vervoert, tussen Bad Bentheim en PON Leusden. Sinds 1 januari 2022 zijn deze treinen overgenomen door HSL Netherlands.
Sinds 1 oktober 2018 rijdt RFO PSA-autotreinen tussen Bad Bentheim en Kijfhoek. Tijdens de eerste golf van de Coronapandemie, tussen maart en juni 2020, reed deze trein niet en daarna is de dienstregeling op de schop gegaan. De trein rijdt hooguit enkele keren per week.
Begin 2019 startte het bedrijf met containertreinen, zoals de containershuttle van Moerdijk naar Katy Wroclawskie voor Schavemaker. In maart is deze trein tijdelijk gestopt vanwege het coronavirus, waarna deze is overgenomen door DB Cargo. Sinds januari 2021 heeft RFO de trein weer terug. Eveneens in 2019 werd de zogenaamde Cabooter-Shuttle tussen de APM Terminal op de Maasvlakte en Cabooter in Blerick opgestart. Sinds 5 juli 2021 rijdt deze trein niet meer naar Cabooter Blerick, maar naar railterminal Gekkengraaf. Daarnaast reed RFO sinds april 2020 de Tilburg Shuttle tussen de Maasvlakte en Tilburg, deze is destijds overgenomen van DB Cargo. Grensoverschrijvend vervoer bestaat uit containershuttles vanuit Rotterdam naar Duisburg, Germersheim, Herne, Rheinhausen en Neuss. In eind 2020 reed RFO bovendien een aantal containertreinen tussen Tilburg en Bad Bentheim. Deze waren beladen met containers van/naar de Chinese stad Chengdu. Daarnaast reden ze vanaf anno 2021 een containertrein tussen Tilburg en Rostock Seehaven. Eind 2021 kwam RFO ook met een containertrein vanuit Moskou die via het Poolse Malaszewicze naar de Maasvlakte en vice versa reed. Deze trein heeft maar enkele keren gereden.
Verder rijdt RFO diverse keteltreinen vanuit Oost-Europa naar Dordrecht Zeehaven en de Botlek. Deze treinen zijn o.a. beladen met styreen, ethanol of biodiesel. Regelmatig komen ze ook met LPG vervoerende gasketeltreinen naar de Sloehaven, bij Vlissingen. Sinds april 2020 worden ook de containershuttles uit Rotterdam naar Tilburg en het bij Eindhoven gelegen Acht door Rail Force One bereden.

## Tractie
Rail Force One zet elektrische locomotieven uit de voormalige NS-serie 1600/1800 in op de binnenlandse diensten. Dit betreffen de 1828, 1829, 1830, 1831 en de 1837. De 1828 en 1829 zijn grijs met een logo, de 1828 heeft een rood/wit/blauwe band, bij de 1829 is deze zwart/wit. De 1830 is grotendeels oranje gekleurd met schrikstrepen op beide fronten. De overige twee 1800 locs rijden nog in de Locon kleurstelling rond.

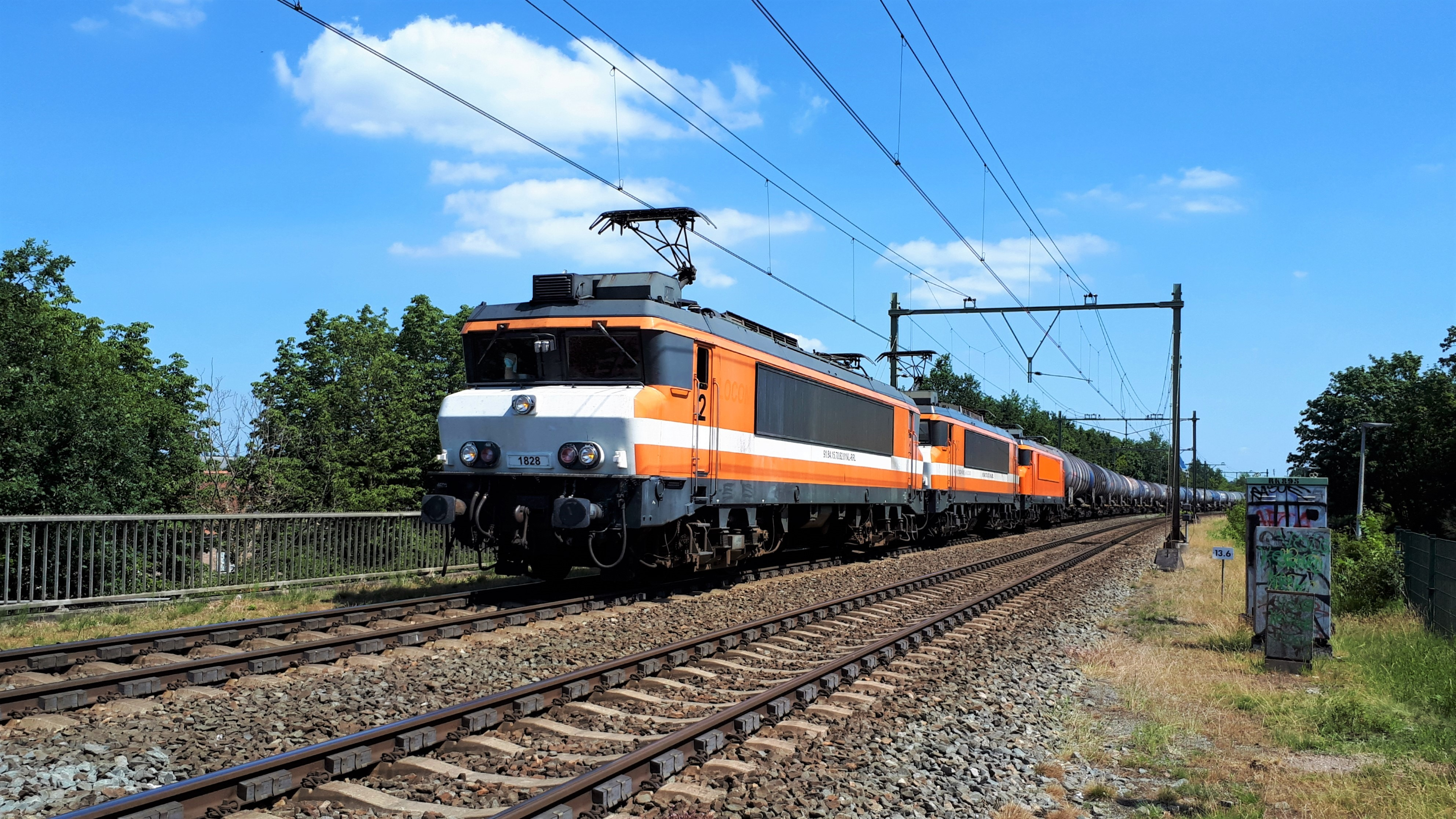
Drie locomotieven van RFO, de 1828, 1837 en 1830, met een keteltrein in Deventer

De elektrische meerspanningslocomotieven uit de series Bombardier TRAXX, Siemens ES64F4 en Siemens Vectron worden voornamelijk ingezet voor grensoverschrijdend verkeer. In 2021 huurde men van Alpha Trains twee TRAXX'en met de nummers 186 210 en 186 231 bij. Sinds januari 2022 zijn deze locs teruggeven aan de leasemaatschappij, waardoor RFO geen TRAXX'en meer heeft. De meeste ES64F4 locs, beter bekend als Baureihe 189, zijn gehuurd van MRCE. Enkelen daarvan hebben bijzondere kleurstelling, zo zijn de 189 202, 203 en 205 geel/grijs/geel en heeft de 189 213 een Nederlandse en Poolse vlag. De Vectrons zijn van verhuurbedrijven MRCE en ELL gehuurd. Daarvan is de 193 623 het meest bekend, door de haaientanden op de loc. De 193 627 heeft een kleurstelling gekregen met reclame voor Raillogix, de logistieke dienstverlener van RFO. In januari 2022 heeft ook de 193 742 bijzondere bestickering gekregen. Ook op huurbasis rijdt de 193 299 "Locomasta" van LTE/TXL.
Dieselhydraulische locomotieven uit de serie Vossloh G 2000 zijn voornamelijk aan te treffen in de rangeerdienst in het Rotterdamse havengebied; tevens worden ze regelmatig ingezet in de Cabooter Shuttle tussen APM II en Cabooter Blerick. Voor dezelfde doeleinden had RFO ook lange tijd een dieselhydraulische MaK G 1206 locomotief in haar bezit. Echter rijdt deze locomotief sinds juli 2021 niet meer voor Rail Force One.
De drie dienstvaardige dieselelektrische locomotieven uit de serie NS 600 worden gebruikt voor lokaal rangeerwerk. De 692 was van medio 2020 tot 2021 gestationeerd in Oss Elzenburg, de 683 en 9702 hebben als standplaats Amersfoort en worden veelvuldig gebruikt op de stamlijn naar de PON. De 687 is ook in dienst van RFO, locatie stationering onbekend. Ook zijn deze locomotieven met enige regelmaat te vinden in de Amsterdamse Westhaven.
De dieselelektrische locomotief 6702 (Type HLD 62, ex-NMBS, ex-ACTS, ex-Locon) wordt gebruikt voor rangeerwerkzaamheden in combinatie met een 1600/1800, voornamelijk als reserve.
Begin 2020 maakte RFO bekend dat ze locomotieven van het type Euro9000 van fabrikant Stadler Rail zullen leasen via European Loc Pool.